# 絕命患者
《絕命患者》（又译作）是由Supermassive Games開發並由索尼互動娛樂發行在PlayStation 4平台（同時支援PlayStation VR）上的心理學恐懼遊戲，於2018年1月23日和24日分別在北美和歐洲地區發售。本作為2015年發售的遊戲《直到黎明》的前傳，故事背景設在原作的60年前。

## 遊戲玩法
《絕命患者》是一款第一人稱的生存恐怖遊戲。玩家操縱著一位住進黑木療養院（Blackwood Sanatorium），期望尋回失去記憶的失憶症病患。若玩家使用PlayStation VR遊玩《絕命患者》的話就可看見玩家角色的身體，而非玩家角色則會通過辨別聲音做出反應。遊戲故事的結果完全取決於玩家作出的決定，即前作《直到黎明》的蝴蝶效應系統。

## 開發
《絕命患者》使用的引擎為虛幻引擎4，且由Supermassive Games開發。遊戲本身是《直到黎明》的前傳，背景設在後傳故事60年前的黑木療養院，尼克·鮑溫（Nik Bowen）、拉里·費森登和格雷厄姆·雷茲尼克（Graham Reznick）亦再次擔任總監和編劇。為了讓玩家潛意識地喜歡上《絕命患者》的故事，Supermassive Games在遊戲中加入了心理學恐懼元素，其中包括利用3D雙聲道音頻渲染來補充視覺效果。

## 發行
索尼互動娛樂在E3 2017公佈《絕命患者》的一系列資訊，包括預告片、北美於2017年11月21日和歐洲於同年11月22日發行、PS4獨佔和支援PlayStation VR的情報等。後來Supermassive Games宣佈遊戲會分別順延至2018年1月23日和1月24日發行。

## 反應
《絕命患者》在發行後收到的評價兩極。在Metacritic上，該作根據55條評論，僅獲得59/100分，屬「好壞參半」類別。 大部分評論都認為遊戲有著良好的品質和氛圍，但同時其緩慢的遊戲節奏和玩法缺乏多樣性亦是批評的重點。
Destructoid的喬丹·德沃雷（Jordan Devore）給予《絕命患者》6.5/10分，雖然他樂在其中，但他認為遊戲僅略高於平均水平並不至於令人討厭，喜愛恐怖題材的玩家能夠稍微地陷入其中，然而少數的人可能無法被滿足。《Game Informer》的埃莉絲·法維斯（Elise Favis）打出與前者相同的6.5/10分，她表示儘管其解開了一些《直到黎明》的謎，但該VR前傳缺乏良好的角色故事和有作用的恐怖元素，即使諸如數以千計的蟲子爬過牆壁的聲音為遊戲增添了不少恐怖感，但無助使貧瘠無味的故事變得有趣。GameSpot的賈斯汀·克拉克（Justin Clark）總體上喜歡《絕命患者》這部作品，評出8/10的高分，他認為遊戲有著令人毛骨悚然的壓迫感、細膩的嚇人場景和對智力衰退的迷人描述，但與此同時其略顯緩慢的進程亦影響了對遊戲的沉浸感。

### 獎項與提名
| 年份 | 獎項                 | 類別           | 獲提名       | 結果 | 來源          |
| ---- | -------------------- | -------------- | ------------ | ---- | ------------- |
| 2018 | 開發獎               | 最佳音效設計   | 《絕命患者》 | 提名 | [ 15 ]        |
| 2018 | 獨立遊戲開發者協會獎 | 最佳音頻設計   | 《絕命患者》 | 提名 | [ 16 ] [ 17 ] |
| 2018 | 獨立遊戲開發者協會獎 | 最佳視覺設計   | 《絕命患者》 | 提名 | [ 16 ] [ 17 ] |
| 2018 | NAVGTR獎             | 最佳VR操控設計 | 《絕命患者》 | 提名 | [ 18 ]        |
| 2018 | NAVGTR獎             | 最佳VR指導     | 《絕命患者》 | 提名 | [ 18 ]        |
| 2018 | NAVGTR獎             | 最佳VR混音     | 《絕命患者》 | 提名 | [ 18 ]        |

## 外部連結
- 官方网站